# Naoya Ogawa
Naoya Ogawa (小川直也, Ogawa Naoya, 31 de março de 1968) é um lutador japonês de Judo, wrestling e MMA. Ele possui uma carreira muito vitoriosa no Judo, sendo medalhista em 7 campeonatos mundiais (Recorde) e ganhando ouro em quatro oportunidades (Recorde), foi também medalhista de prata nas Olimpíadas de Barcelona em 1992. Além disso, foi campeão do campeonato asiático e medalhista de bronze dos jogos asiáticos.
Ogawa também seguiu carreira no Wrestling, sendo contratado pelo Antonio Inoki e lutando várias vezes. Venceu muitas competições e ganhou vários prêmios, entre eles, destacam-se:
-NWA World Heavyweight Championship (1 vez)
-New Japan Pro Wrestling
-->NWA World Heavyweight Championship (1 vez)
- PWI o colocou como # 152 dos 500 melhores wrestlers singles no PWI 500 em 2010 [4]
-Shinya Hashimoto NWA Intercontinental Tag Team Championship ( 2 vezes )
-ZERO-ONE United States Heavyweight Championship ( 1 vez )
Ogawa também continuou a usar suas habilidades de judo no PRIDE, onde obteve vitórias sobre Gary Goodridge, Stefan Leko, e o medalhista de prata olímpico americano Matt Ghaffari. Depois de sete vitórias em artes marciais mistas, Ogawa enfrentou campeão peso pesado do PRIDE Fedor Emelianenko, e sofreu sua primeira perda da carreira por armlock na primeira rodada.
Ogawa se aposentou das artes marciais mistas, depois de cair para o judoca japonês, e rival, Hidehiko Yoshida por um armlock no Pride Shockwave 2005. Ogawa e Yoshida receberam US$ 2 milhões de dólares, o que até hoje é uma das mais bem pagas lutas da história do MMA.
Ogawa foi um esteio com o HUSTLE grupo Wrestling, como parte do exército HUSTLE, desde seu início até meados do ano de 2007, quando Ogawa deixou de assinar com Antonio Inoki 's nova promoção, Inoki Genome Federation .